# District de Brčko
Le district de Brčko est un territoire autonome et neutre de Bosnie-Herzégovine, dont le chef-lieu est la ville de Brčko. Il fait donc partie à la fois de la fédération de Bosnie-et-Herzégovine et de la république serbe de Bosnie.
Selon les premiers résultats du recensement de 2013, le territoire du district est peuplé de 93 028 habitants.

## Géographie

Carte du district de Brčko.

Carte

Le district de Brčko est entouré par la municipalité d'Orašje au nord, de Donji Žabar, de Pelagićevo et de Gradačac à l'ouest, de Srebrenik, Čelić et Lopare au sud, et par celle de Bijeljina à l'est. Au nord, le district est longé par la Save, qui sert de frontière entre la Bosnie-Herzégovine et la Croatie.

## Histoire
À la fin de la guerre d'indépendance de Bosnie-Herzégovine en 1995, le territoire de la municipalité de Brčko fut divisé entre la république serbe de Bosnie (49 % de la superficie) et la fédération de Bosnie-et-Herzégovine (51 % de la superficie) selon les accords de Dayton.
Cette situation fut rapidement une source de conflit entre les deux entités car l'endroit est stratégique : il constitue un couloir terrestre (corridor de Posavina) qui relie l'ouest et le sud-est de la république serbe de Bosnie et il sépare la fédération de Bosnie-et-Herzégovine de la Croatie seulement de cinq kilomètres. De plus, la ville revint à la république serbe de Bosnie ce qui mécontenta la fédération de Bosnie-et-Herzégovine qui se vit privée du premier port du pays. Des casques bleus de la Forpronu furent alors maintenus sur place pour garantir la paix entre les différentes communautés.
Le contentieux territorial ne pouvant être réglé, le « Tribunal arbitral sur le différend relatif à la frontière entre les entités dans la région de Brčko » (Arbitral Tribunal for Dispute over Inter-Entity Boundary in Brcko Area en anglais) décida de la reconstitution de la municipalité de Brčko qui fut érigée en district le 5 mars 1999. Cette solution fut désapprouvée par la république serbe de Bosnie car son territoire se retrouva coupé en deux et elle considéra le district de Brčko comme une violation des accords de Dayton.
Le 18 août 1999, une annexe au rapport final définit la structure du gouvernement, le système judiciaire et pénal, l'éducation, la police, etc.
Le « district de Brčko » a été créé à l'issue d'un processus d'arbitrage mené par le Haut-Représentant ONU pour la Bosnie-Herzégovine. Dans le cadre des accords de paix de Dayton, cependant, le processus ne pouvait arbitrer que le différend sur la ligne frontalière entre les entités (border line). Le district de Brčko a été formé à partir de l'ensemble du territoire de l'ancienne municipalité de Brčko, dont 48 % (y compris la ville de Brčko) se trouvaient dans la Republika Srpska, tandis que 52 % se trouvaient dans la fédération de Bosnie-et-Herzégovine. Après la guerre, l'Union européenne a maintenu une présence diplomatique pour maintenir la paix dans la région.
En 2006, en vertu de l'ordre de mission de surveillance des Nations unies, toute «la législation sur l'entité dans le district de Brčko et la ligne frontalière» a été abolie. La résolution rendue par la superviseure de Brčko, Susan Johnson, supprime toutes les lois des entités fédérales de Bosnie-Herzégovine dans le district, ainsi que la frontière. La décision fait des lois du district et des lois de l'État de Bosnie-Herzégovine (y compris les lois de la république socialiste de Bosnie-Herzégovine) des principes juridiques de base dans le district.
Brčko était le seul élément de l'accord de paix de Dayton qui n'a pas été finalisé. La convention d'arbitrage a été finalisée en avril 1996 et a abouti à un « district » comme mentionné ci-dessus, administré par la représentation internationale, en la personne d'un ambassadeur nommé par une mission de l'OSCE.
Le premier représentant de l'OSCE pour le district de Brčko est arrivé en juin 1996. Avant cette date, l'Organisation pour la sécurité et la coopération en Europe (OSCE) avait à partir d'un modeste bureau de représentation, initialement dirigé par Randolph Hampton. Dans l'intervalle, avant que le district de Brčko ne puisse être représenté comme le stipulaient les accords post-arbitrage, des élections locales ont eu lieu et des aides humanitaires ont été fournies, avec la coopération des agences. USAID et ECHO. Le district était connu comme le centre des différents programmes internationaux pour sa reconstruction et celle de la Bosnie-Herzégovine, tous dirigés pour la plupart par des gouvernements étrangers, en particulier les États-Unis. Pour une histoire du district de Brčko depuis la fin du guerre de Bosnie-Herzégovine en 1995, voir Matthew Parish, une ville libre dans les Balkans : reconstruire une société divisée en Bosnie
La zone était initialement administrée par la communauté internationale. Le district de Brčko a été officiellement créé le 8 mars 2000, après qu'il soit devenu clair que les deux entités ne pouvaient pas s'entendre sur la zone à attribuer à chaque partie. Le gouvernement est composé à parts égales des trois groupes ethniques. En plus de sa propre administration, la région a son propre bureau de poste, son droit fiscal et sa police.
Jusqu'en août 2012, les élus locaux étaient assistés d'un superviseur international. Le superviseur était investi de pouvoirs étendus, y compris le pouvoir d'annoncer des décisions contraignantes. Il était chargé de faciliter le retour des réfugiés, de promouvoir un gouvernement démocratique et multiethnique et de relancer l'économie. L'OSCE et l'EUFOR ont maintenu leur présence dans le district après la suspension de la surveillance et la délégation de l'Union européenne a établi un bureau à Brčko. Le mandat du Haut Représentant est resté inchangé.

## Statut
Le district de Brčko possède un statut administratif particulier : indépendant des deux entités de Bosnie-Herzégovine, il est géré par le maire de Brčko et le superviseur international mandaté par l'ONU dépendant du haut représentant international en Bosnie-Herzégovine.
Afin de respecter une impartialité totale entre les trois principaux peuples du district (les Bosniaques, les Serbes et les Croates), le tribunal arbitral décida que les langues officielles seraient le bosnien, le croate et le serbe, que les alphabets cyrillique et latin seraient en vigueur, que le drapeau et les armoiries du district seraient ceux de la Bosnie-Herzégovine.

## Population

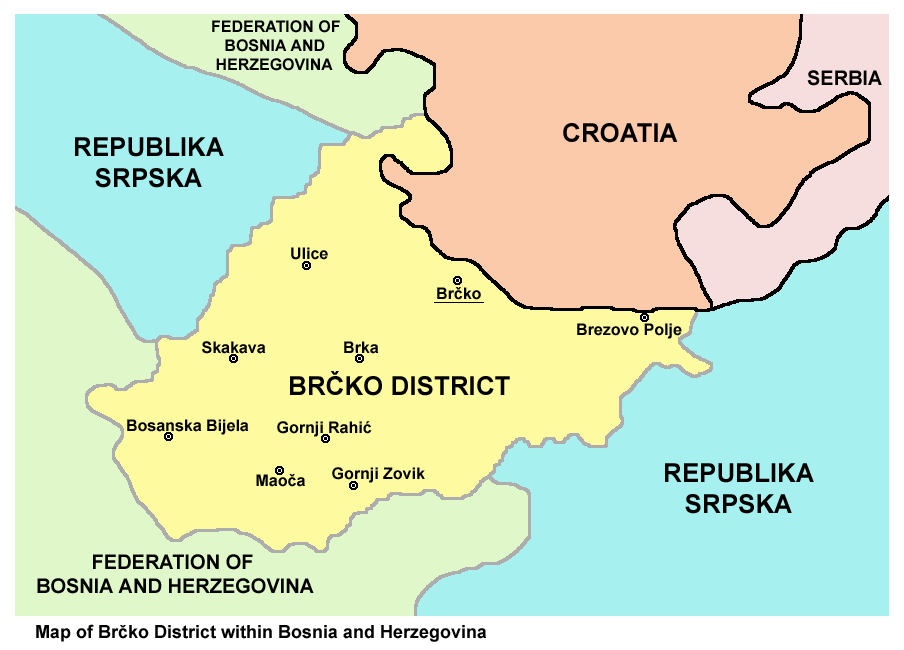
Carte géo-administrative du district de Brčko.

Lignes frontalières de Dayton avant la formation du district de Brčko

1971
La population était de 74 771 habitants, répartis comme suit :
- Bosniaque - 30 181 (40,36 %)
- Croates - 24 925 (33,33 %)
- Serbes - 1086 (1,45 %)
- Yougoslaves 5 %
- Autres - 870 (1,18%)

1991
Avant la guerre, la Commune de Brčko comptait 87 332 habitants, dont :
- Bosniaques - 45 %
- Croates - 25 %
- Serbes - 21 %
- Yougoslaves 6 %
- Autres - 3%

1997
La population du territoire de l'arrondissement est au nombre de 33 623 habitants, dont :
- Bosniaque - 10 569 (31,39 %)
- Croates - 2650 (7,81 %)
- Serbes - 18 193 (52,09 %)
- Yougoslaves 5 %
- Autres - 0,4 %

2006
La population du district était estimée à 78 863 habitants, répartis comme suit :
- Bosniaque - 32 332 (43,95 %)
- Croates - 7 919 (11,50 %)
- Serbes - 38 618 (46,55 %)

2013
- Bosniaque - 35381 (42,36 %)
- Serbes - 28884 (34,58 %)
- Croates - 17252 (20,66 %)
- autres nationalités - 1 899 (2,28 %)

Recensement de 1961

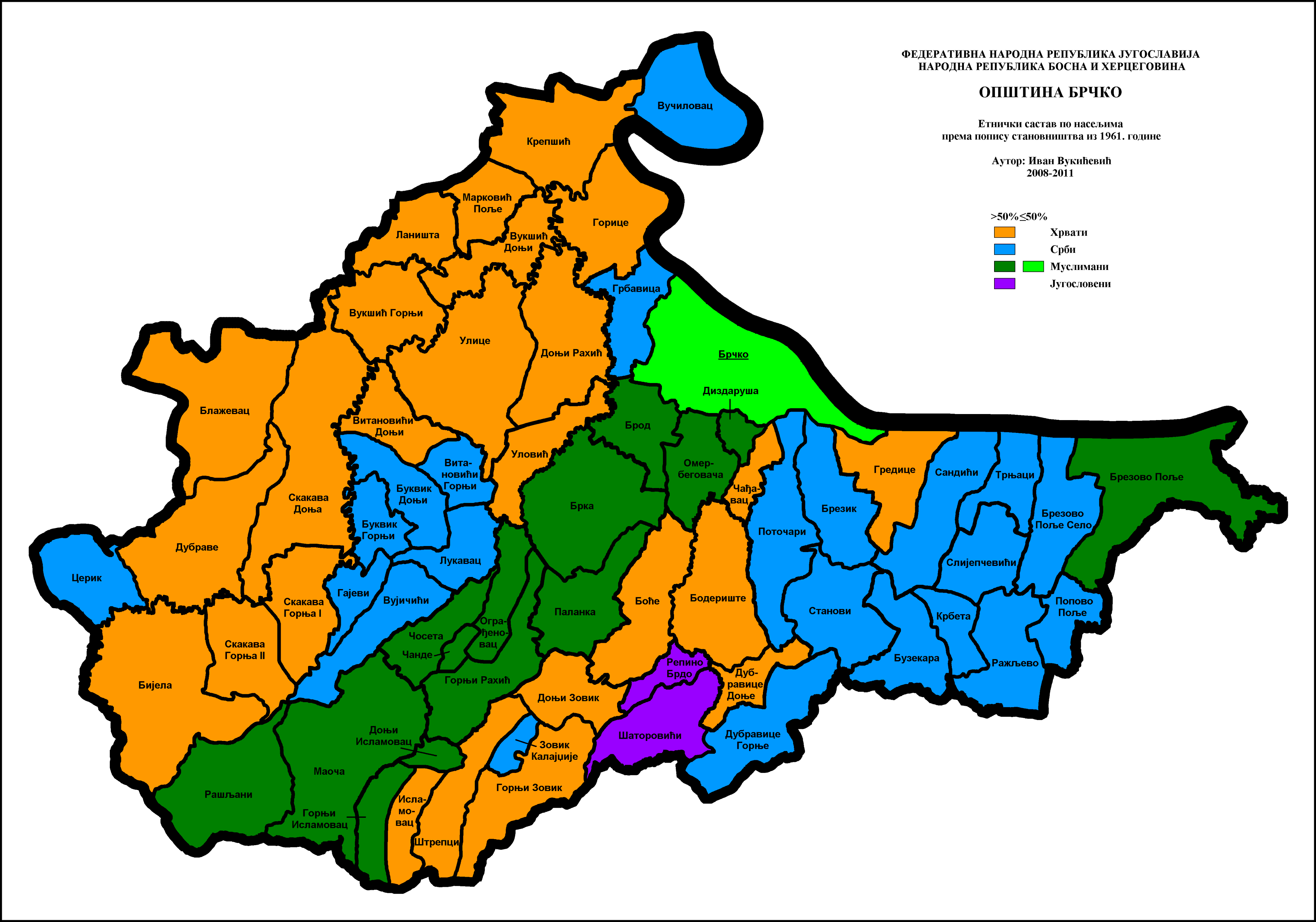
Structure ethnique de Brčko par colonies 1961
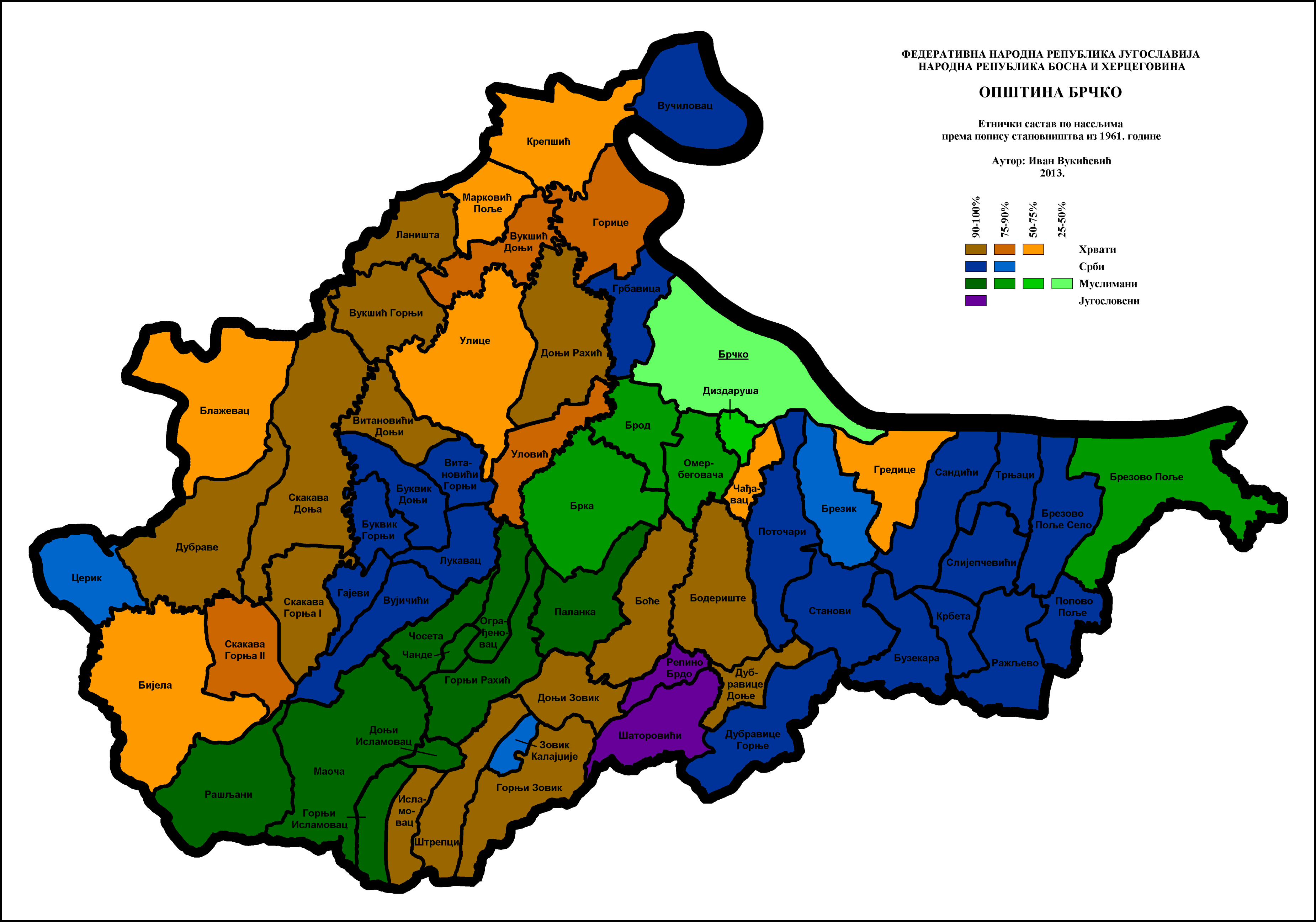
Structure ethnique de Brčko par colonies 1961
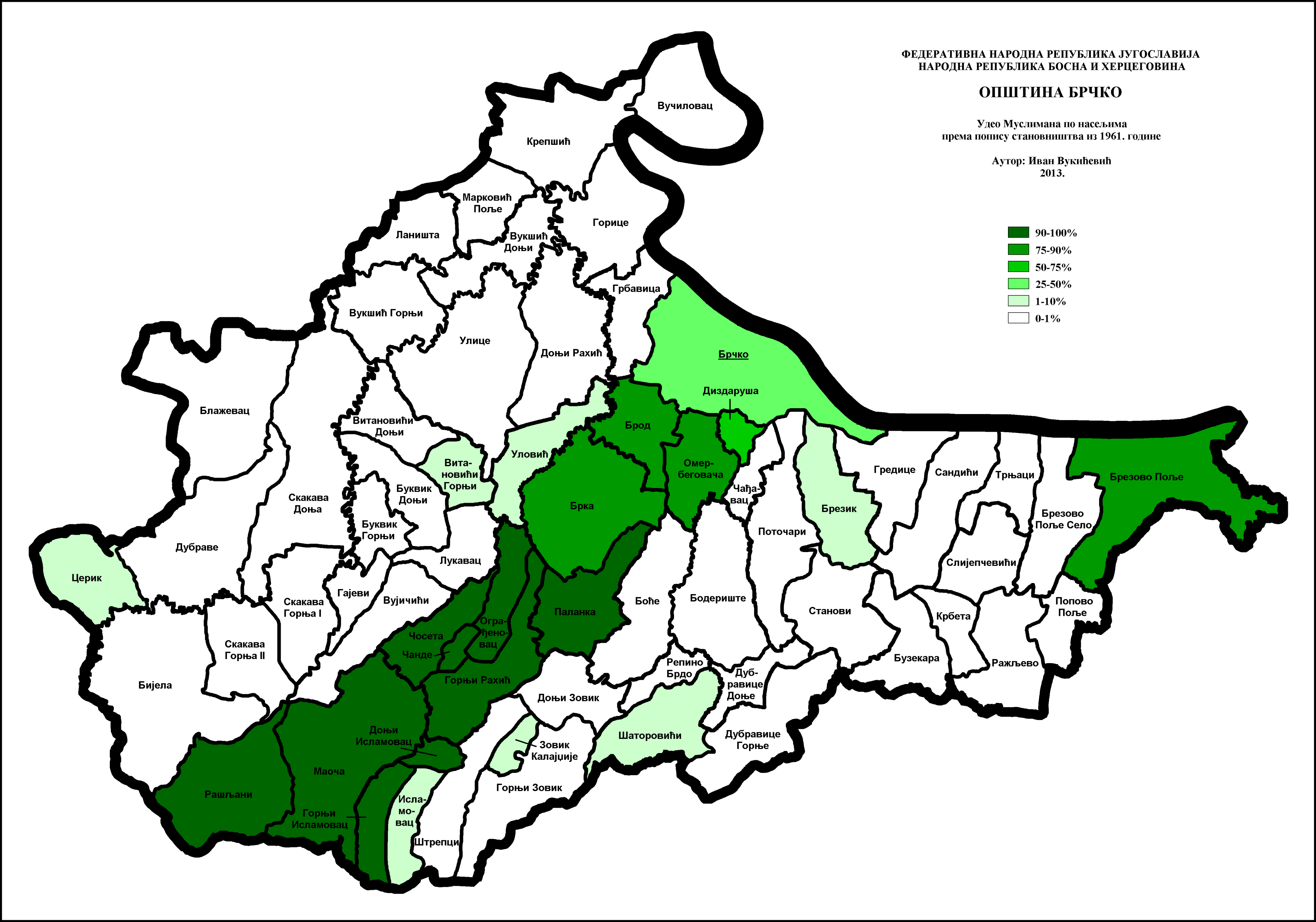
Proportion de Bosniaques à Brčko par colonies 1961
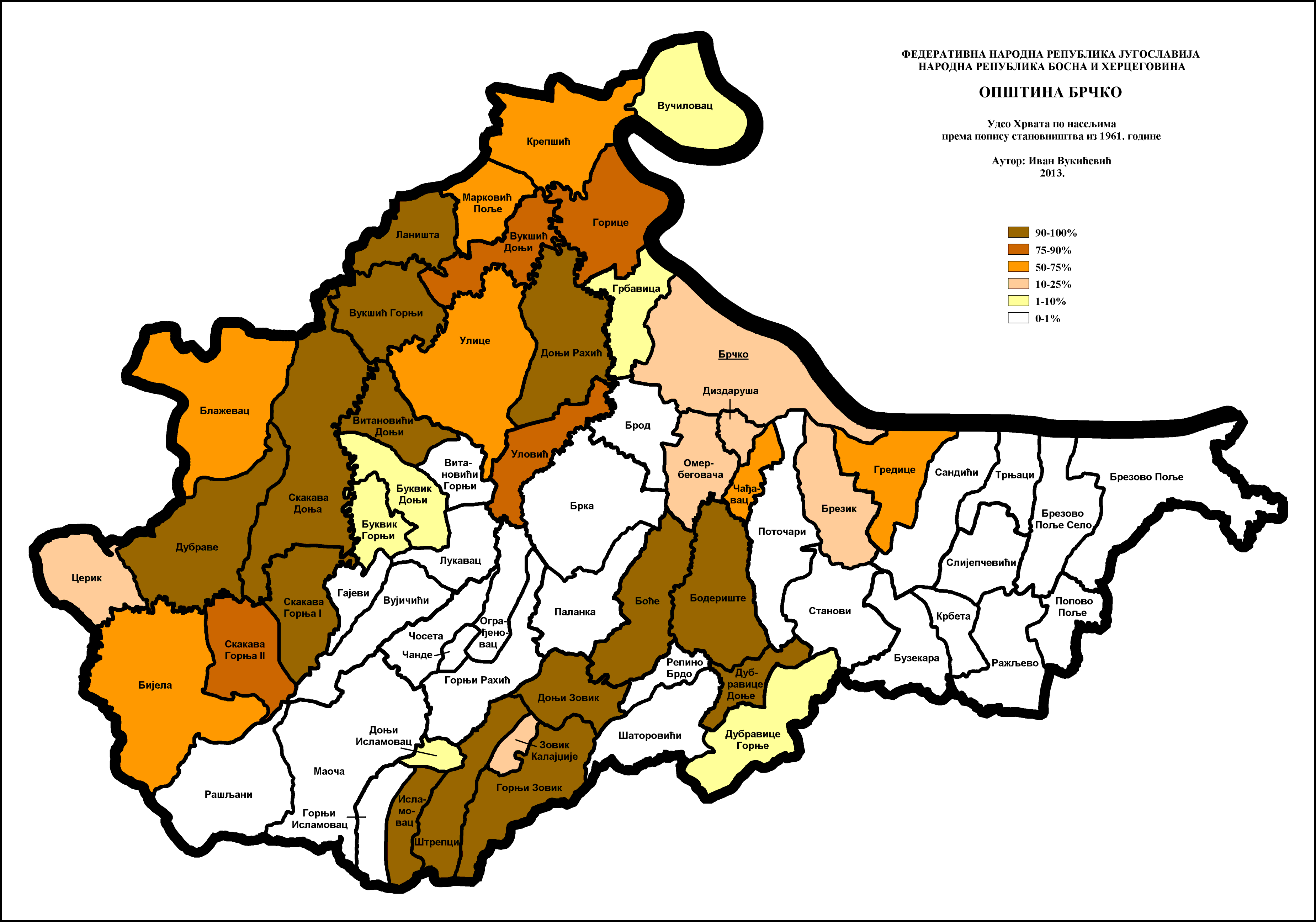
Proportion de Croates à Brčko par colonies 1961
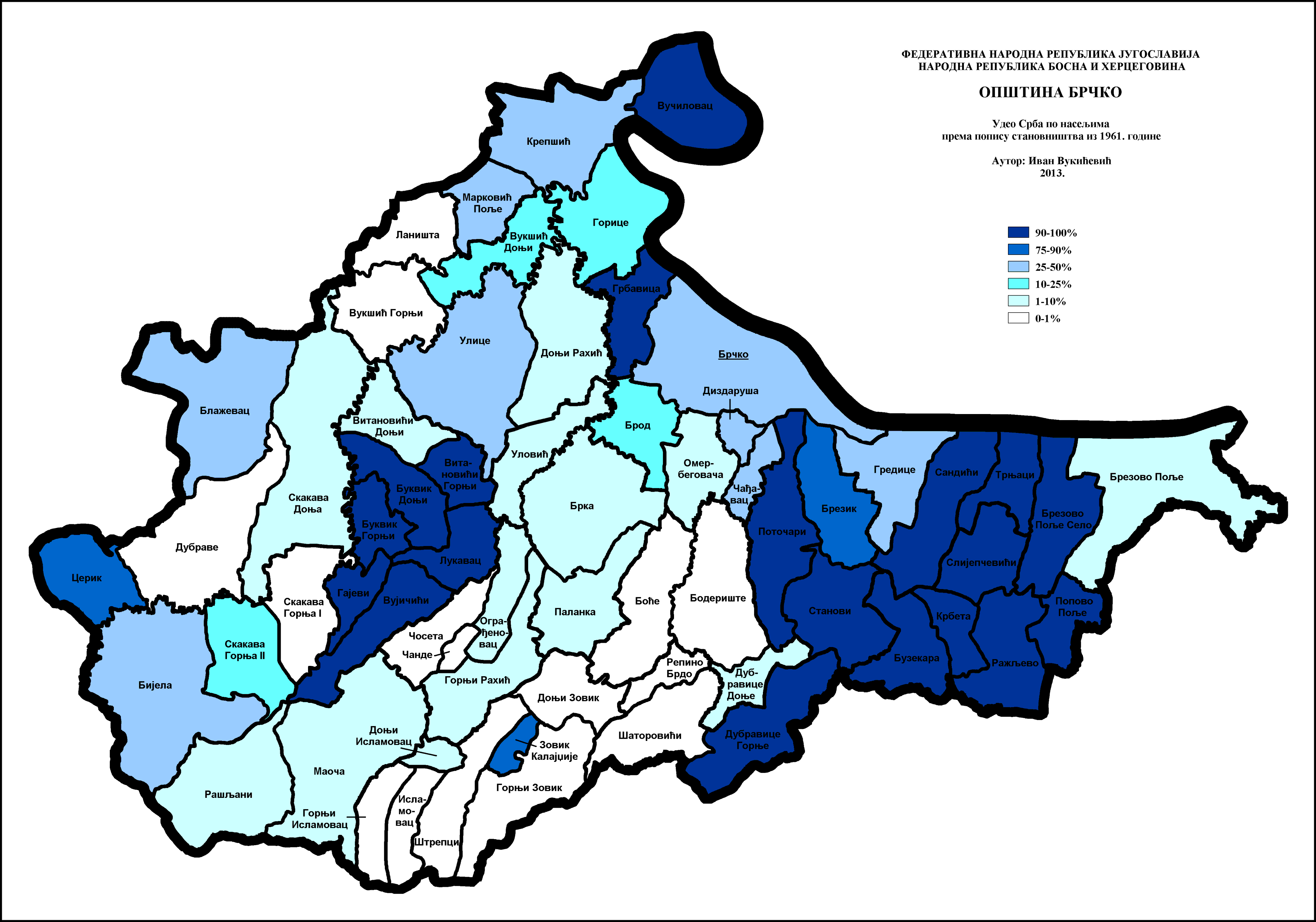
Proportion de Serbes à Brčko par colonies 1961

Recensement de 1971

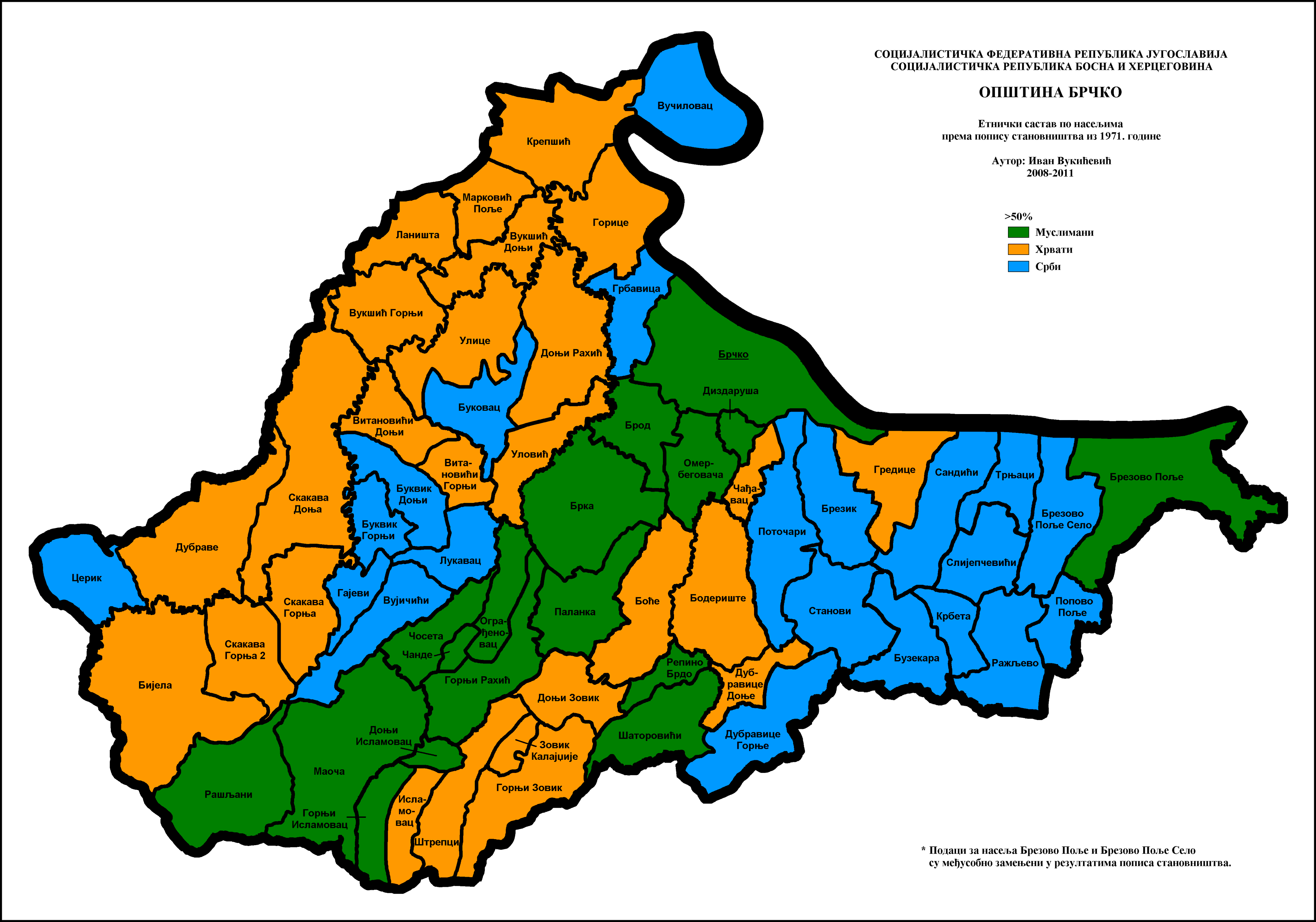
Structure ethnique de Brčko par colonies 1971
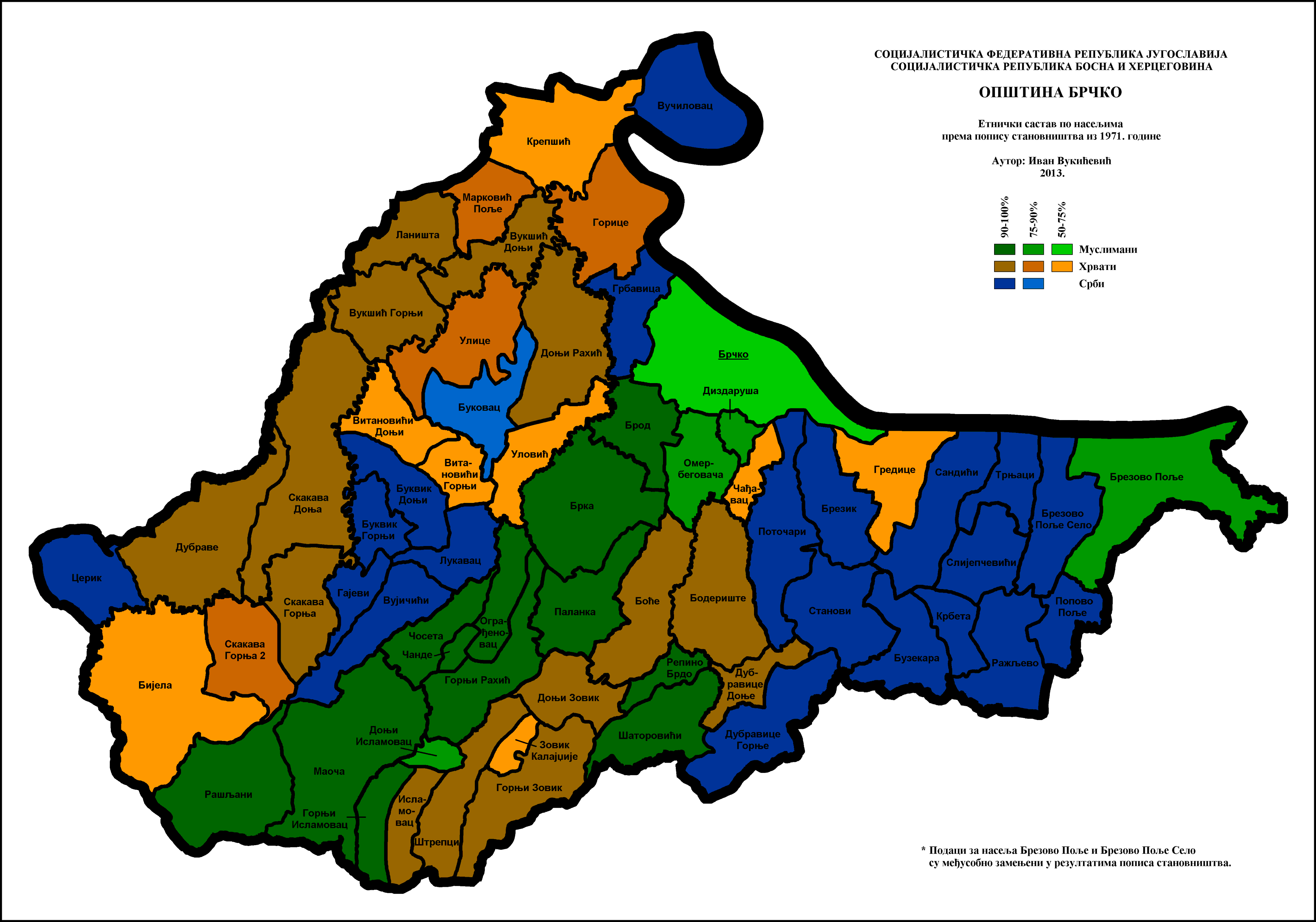
Structure ethnique de Brčko par colonies 1971
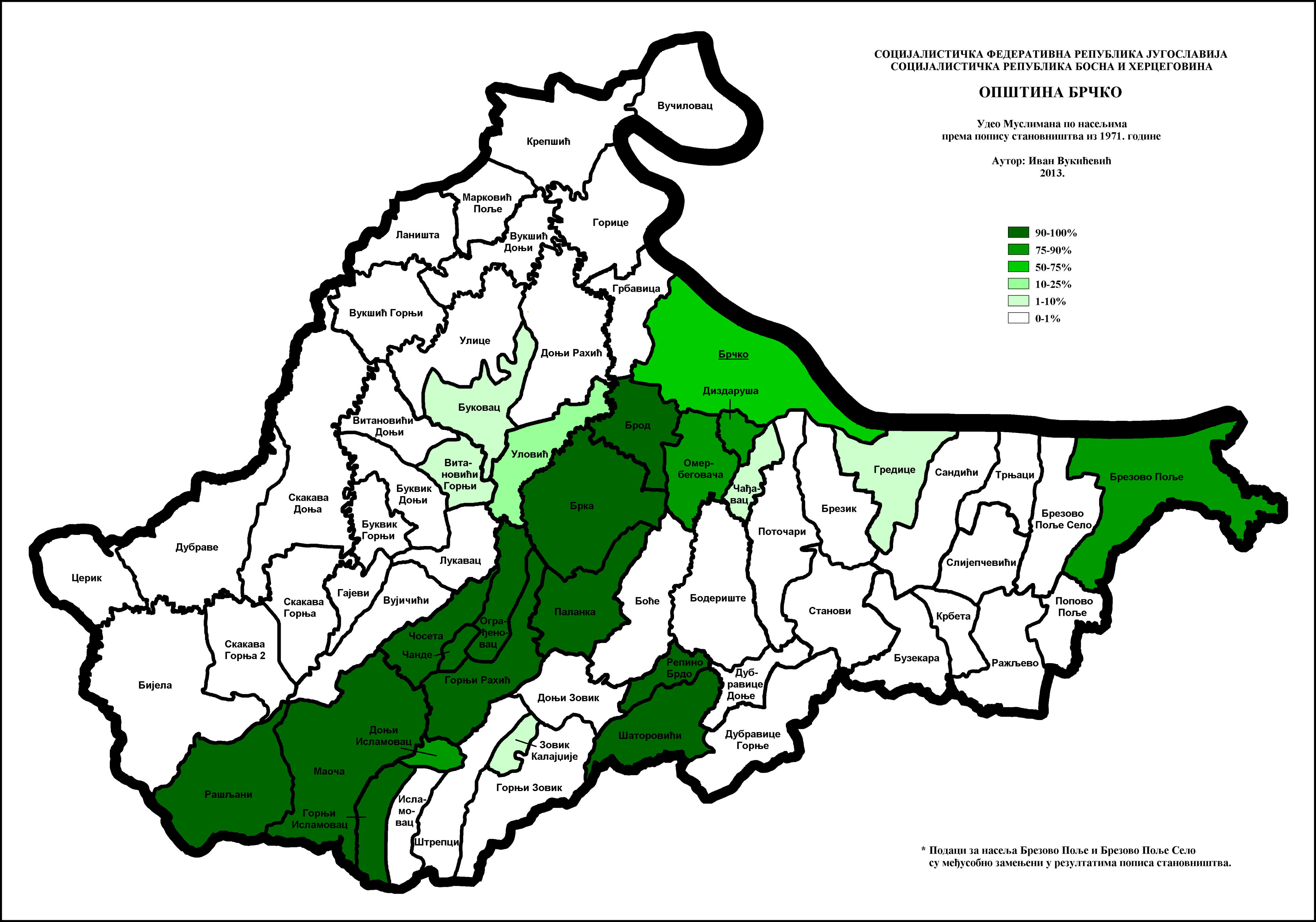
Proportion de Bosniaques à Brčko par colonies 1971
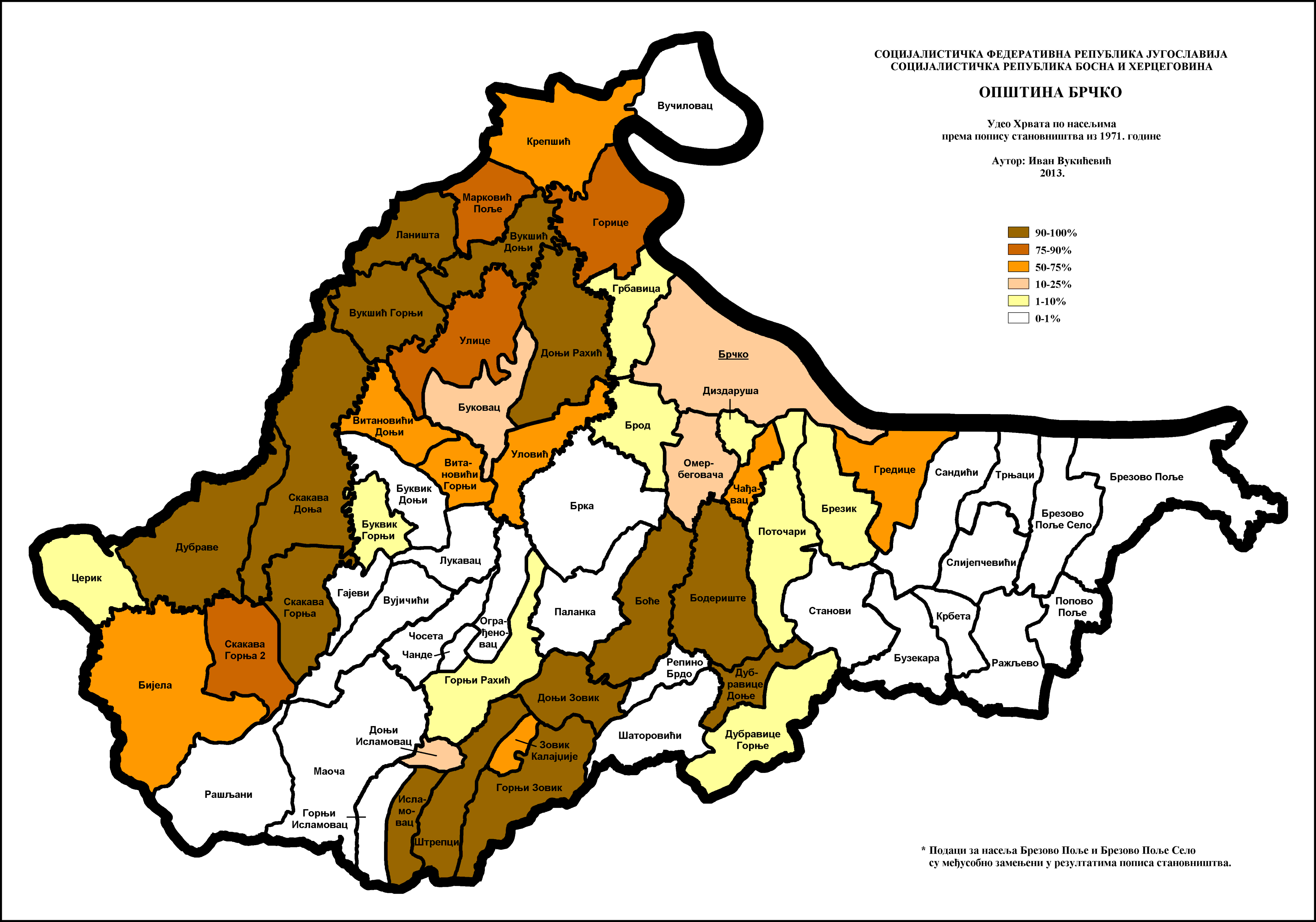
Proportion de Croates à Brčko par colonies 1971
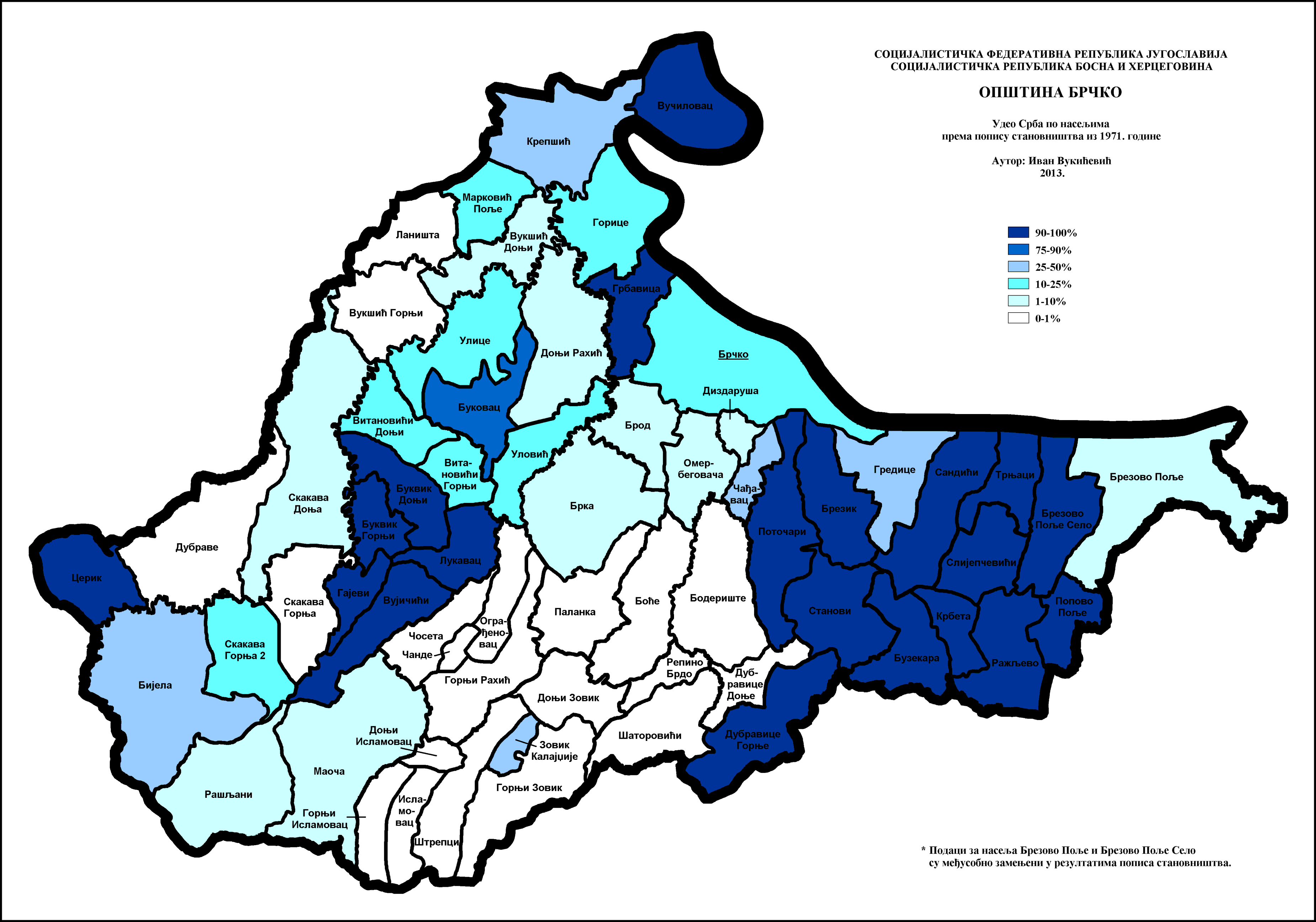
Proportion de Serbes à Brčko par colonies 1971

Recensement de 1981

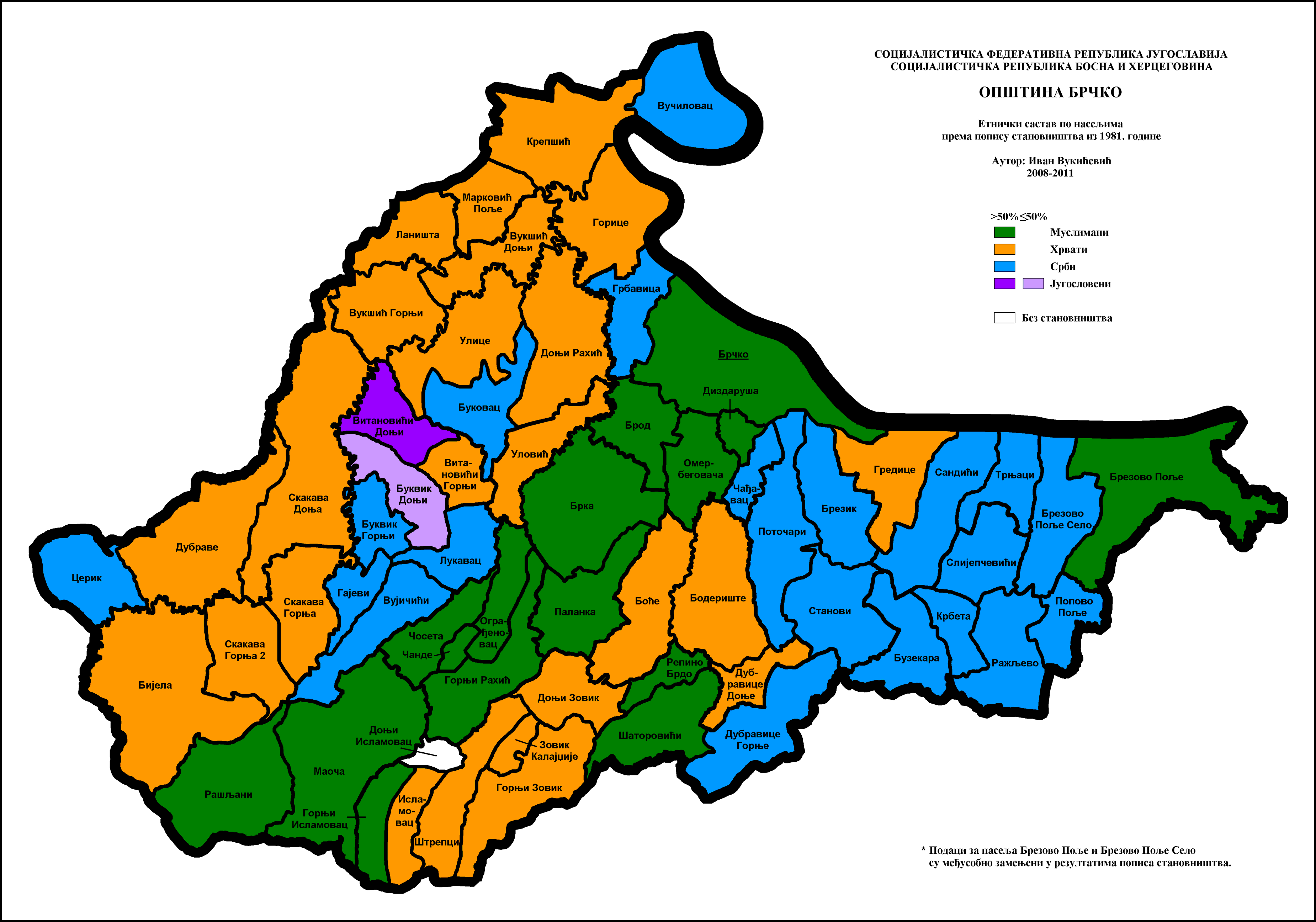
Structure ethnique de Brčko par colonies 1981
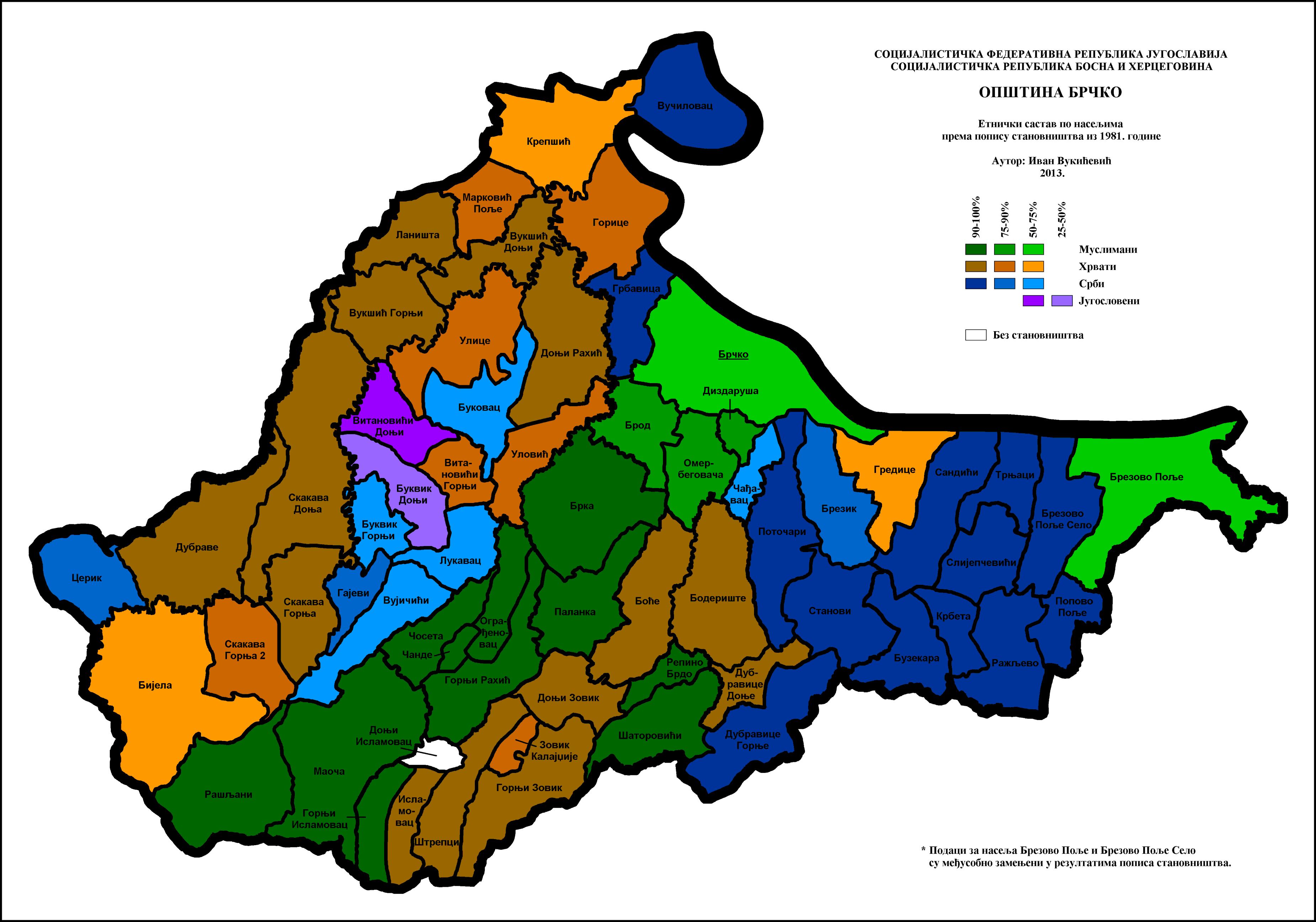
Structure ethnique de Brčko par colonies 1981
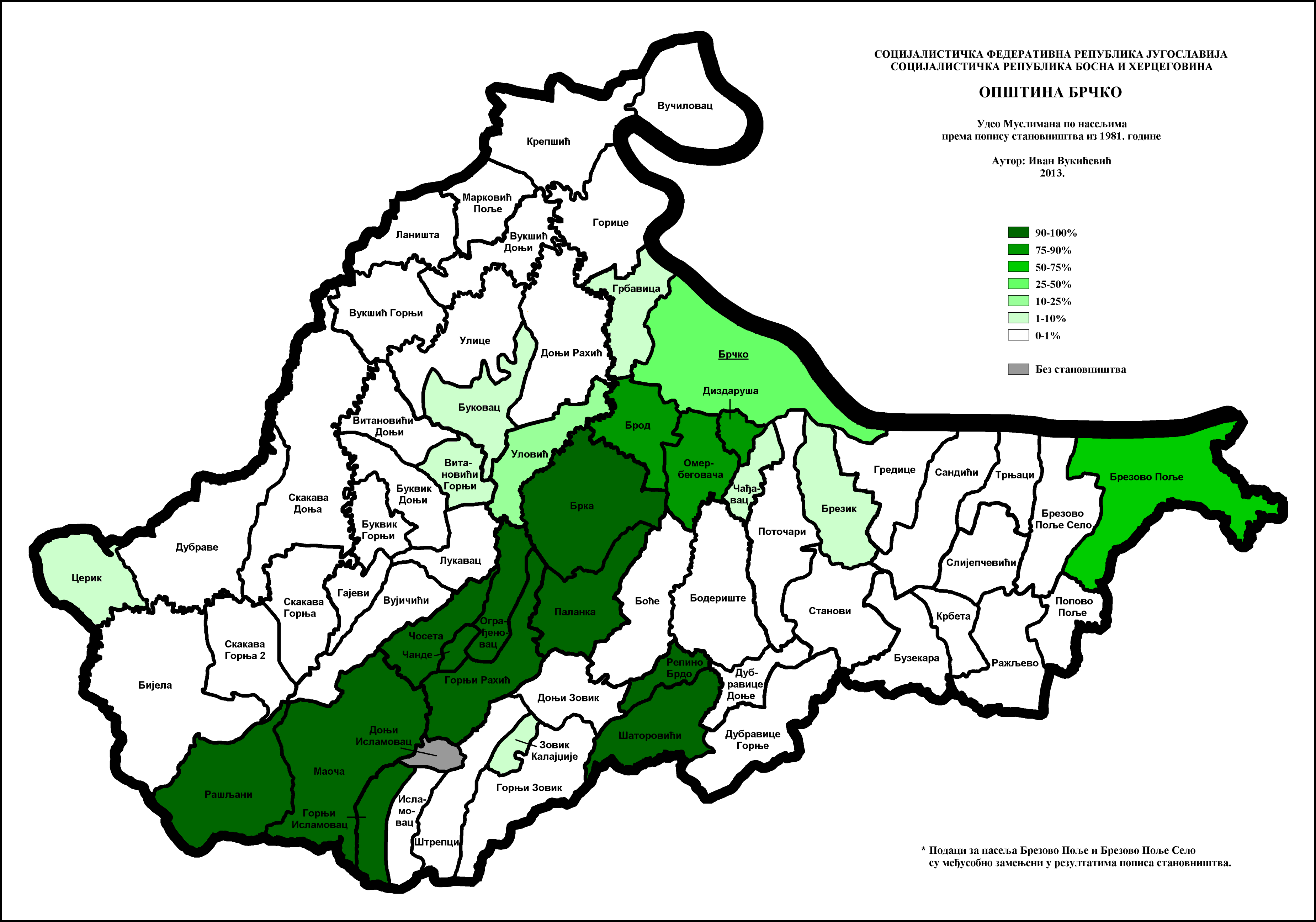
Proportion de Bosniaques à Brčko par colonies 1981
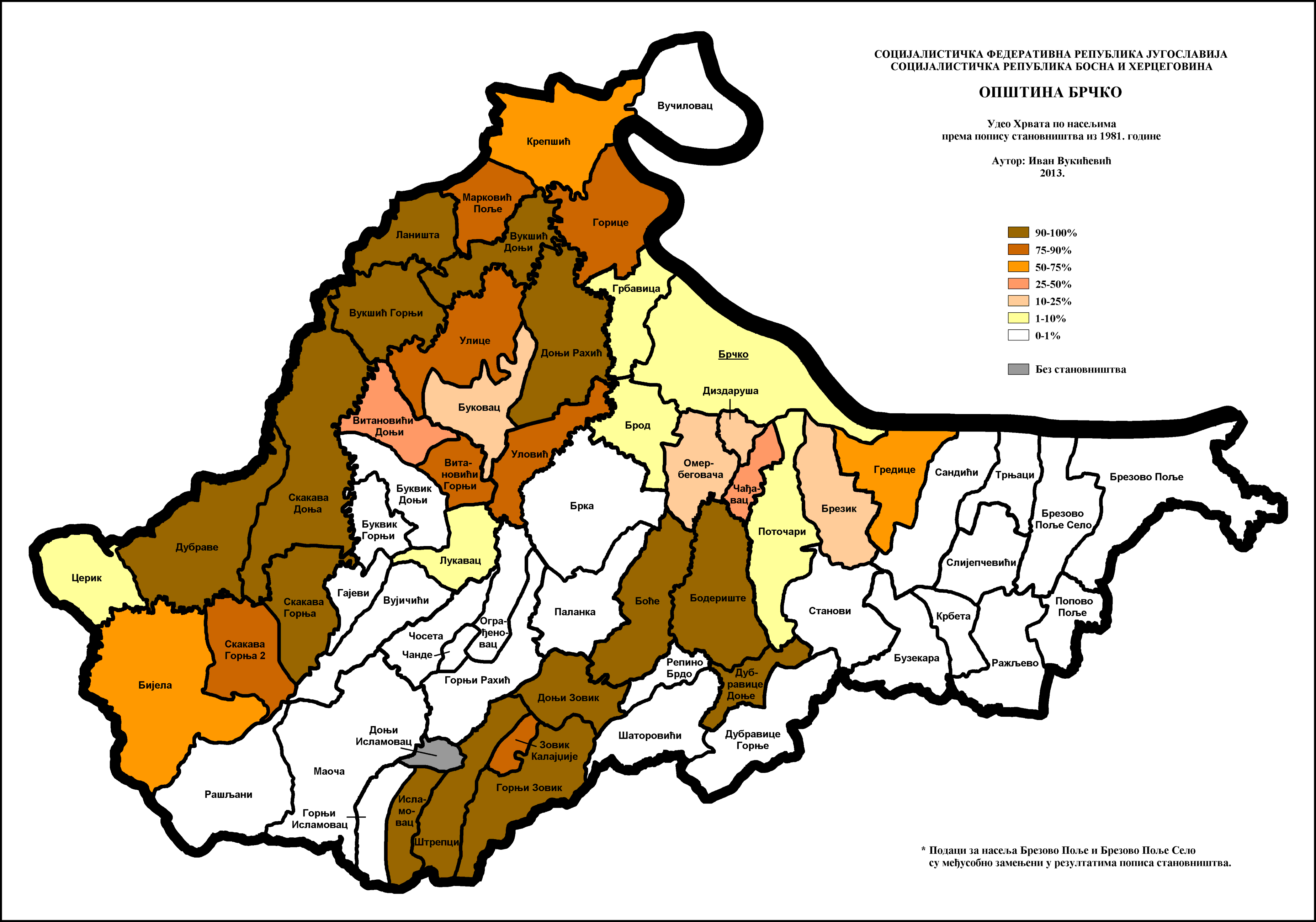
Proportion de Croates à Brčko par colonies 1981
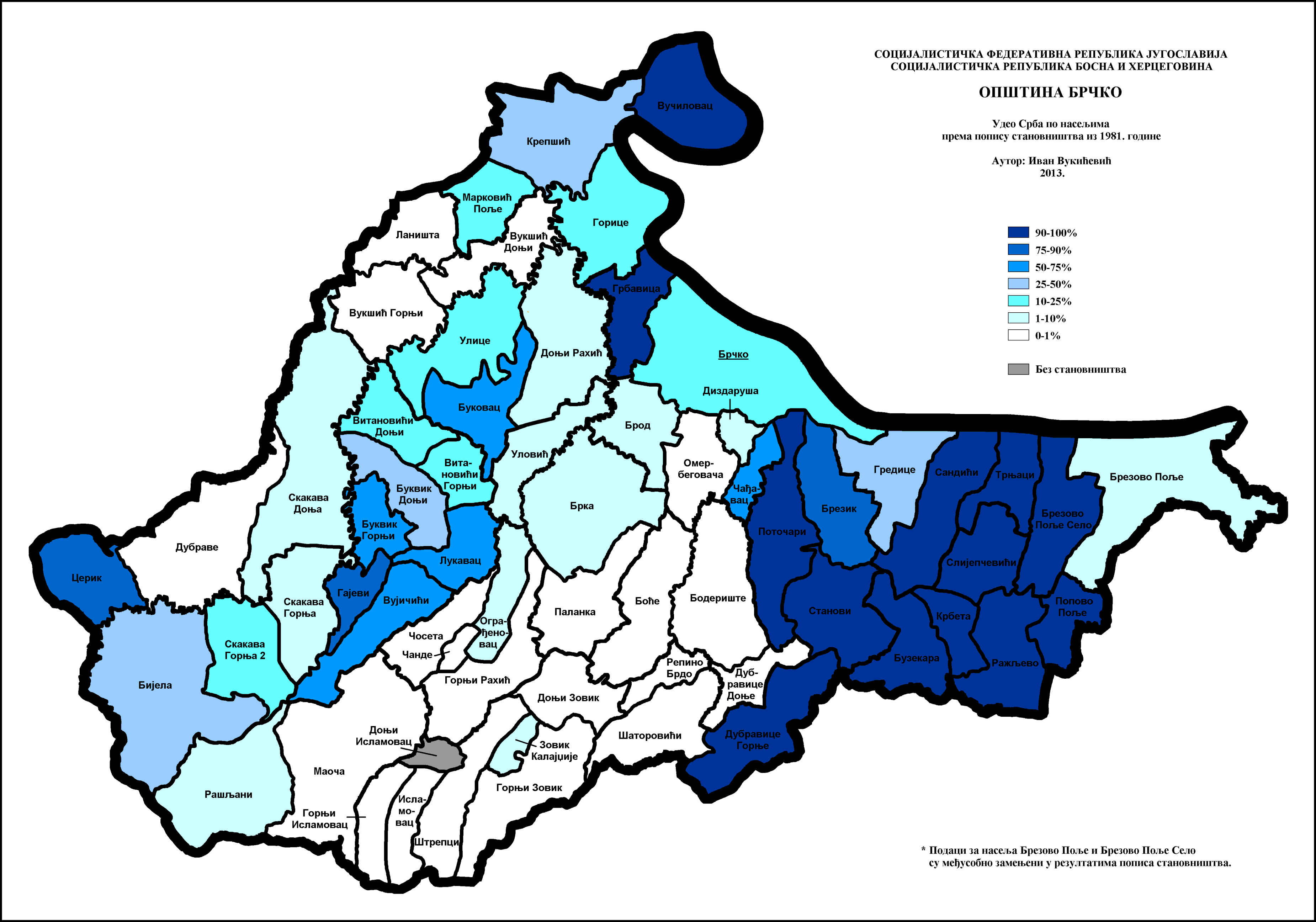
Proportion de Serbes à Brčko par colonies 1981

Recensement de 1991

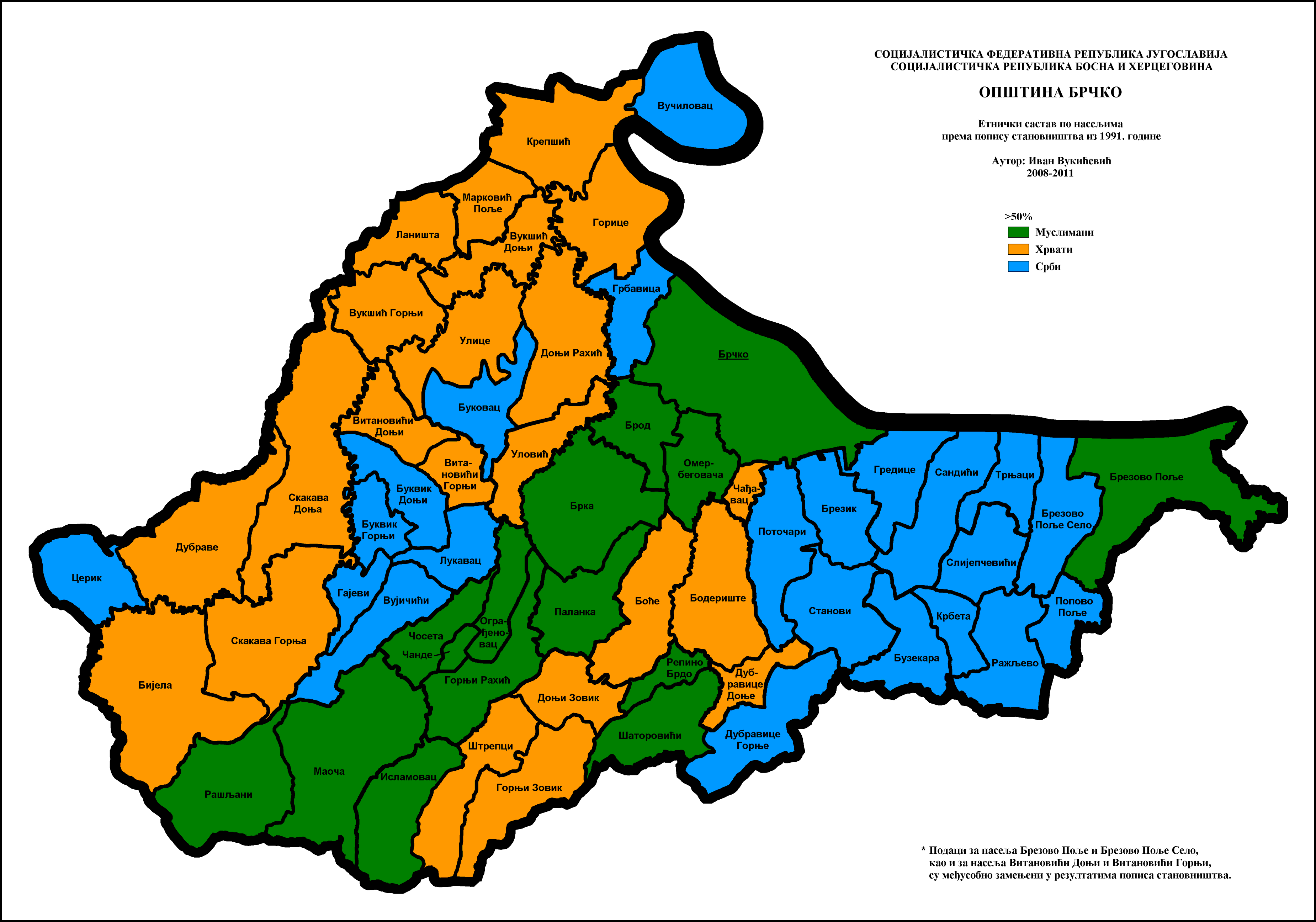
Structure ethnique de Brčko par colonies 1991
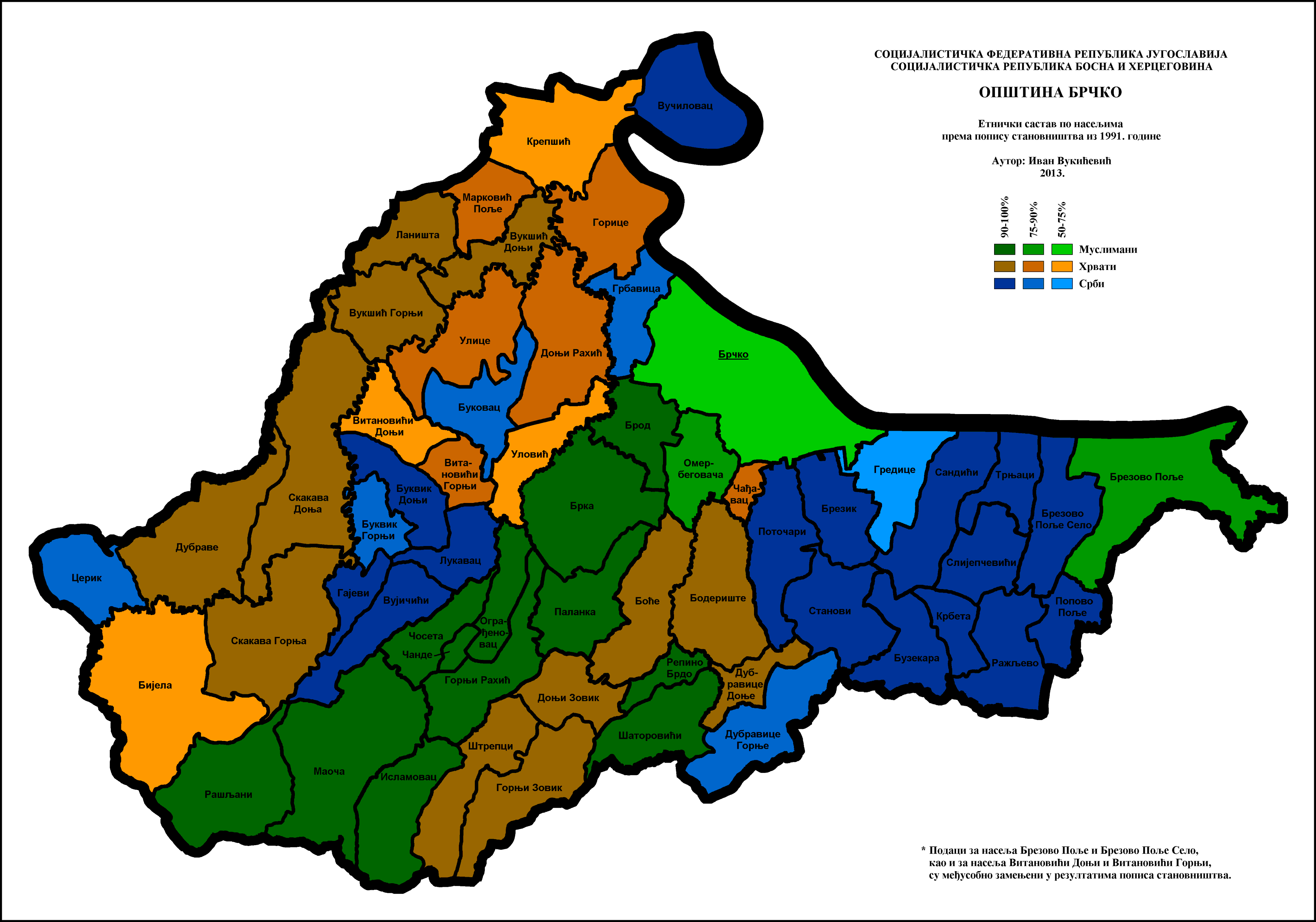
Structure ethnique de Brčko par colonies 1991
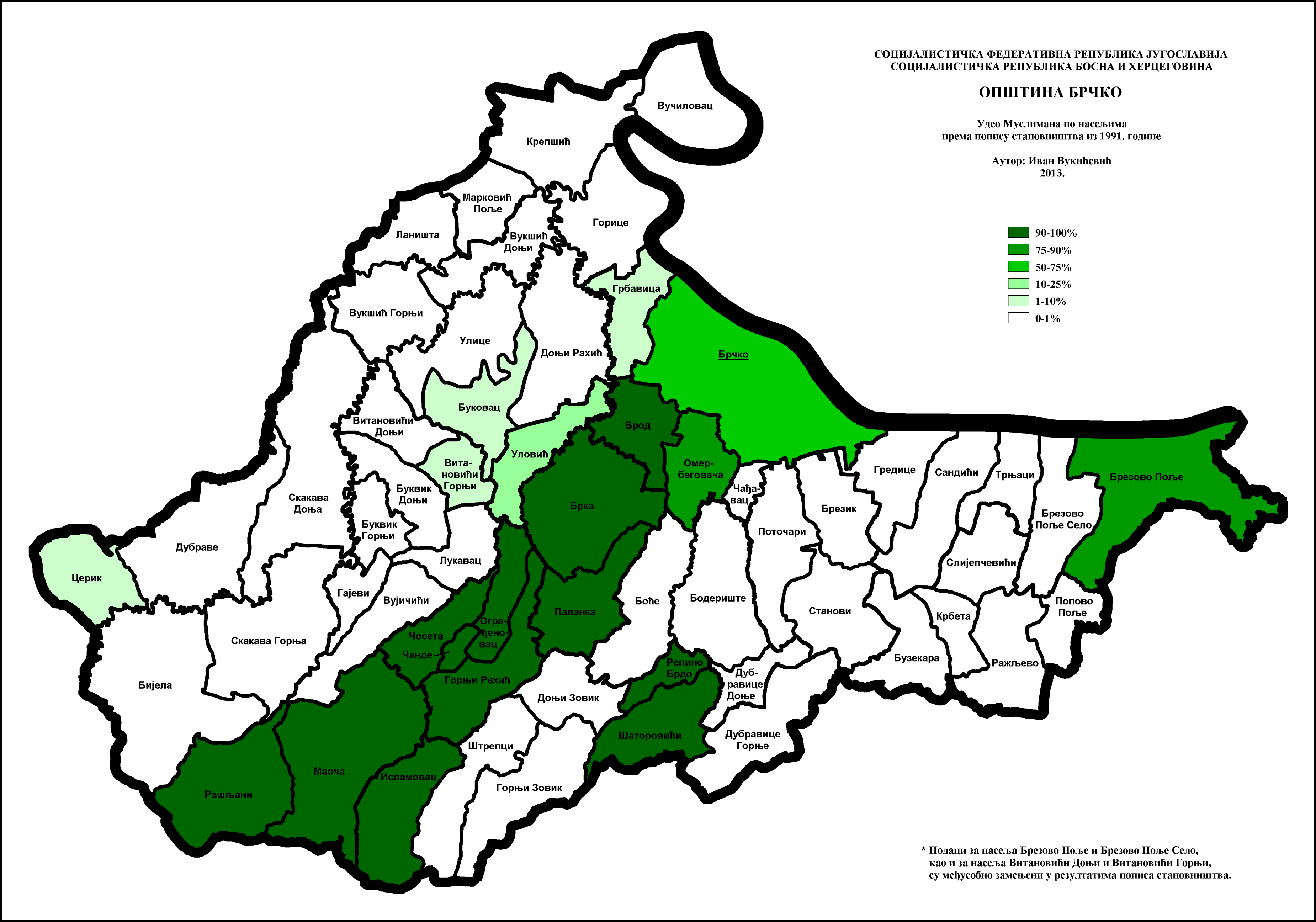
Proportion de Bosniaques à Brčko par colonies 1991
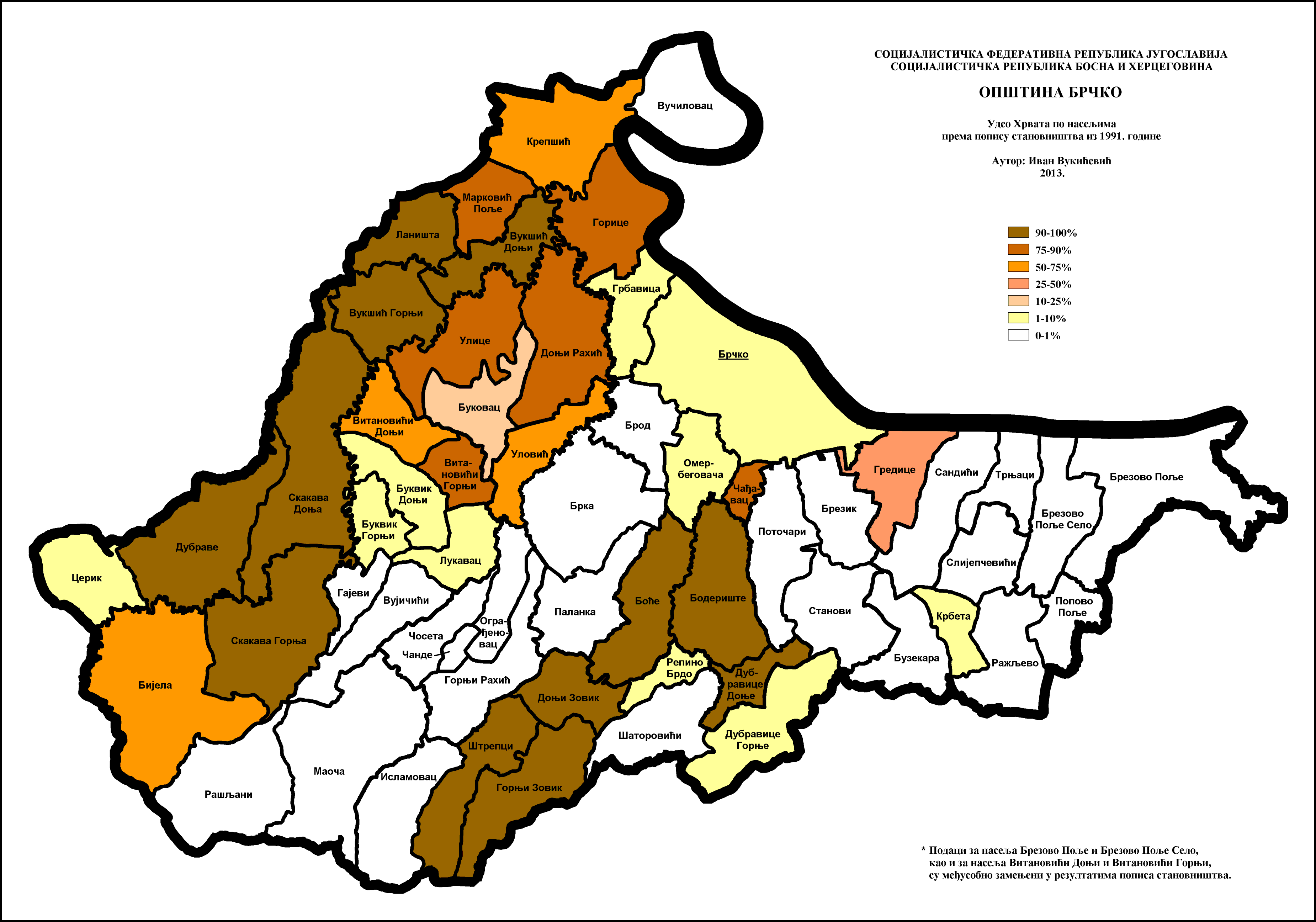
Proportion de Croates à Brčko par colonies 1991
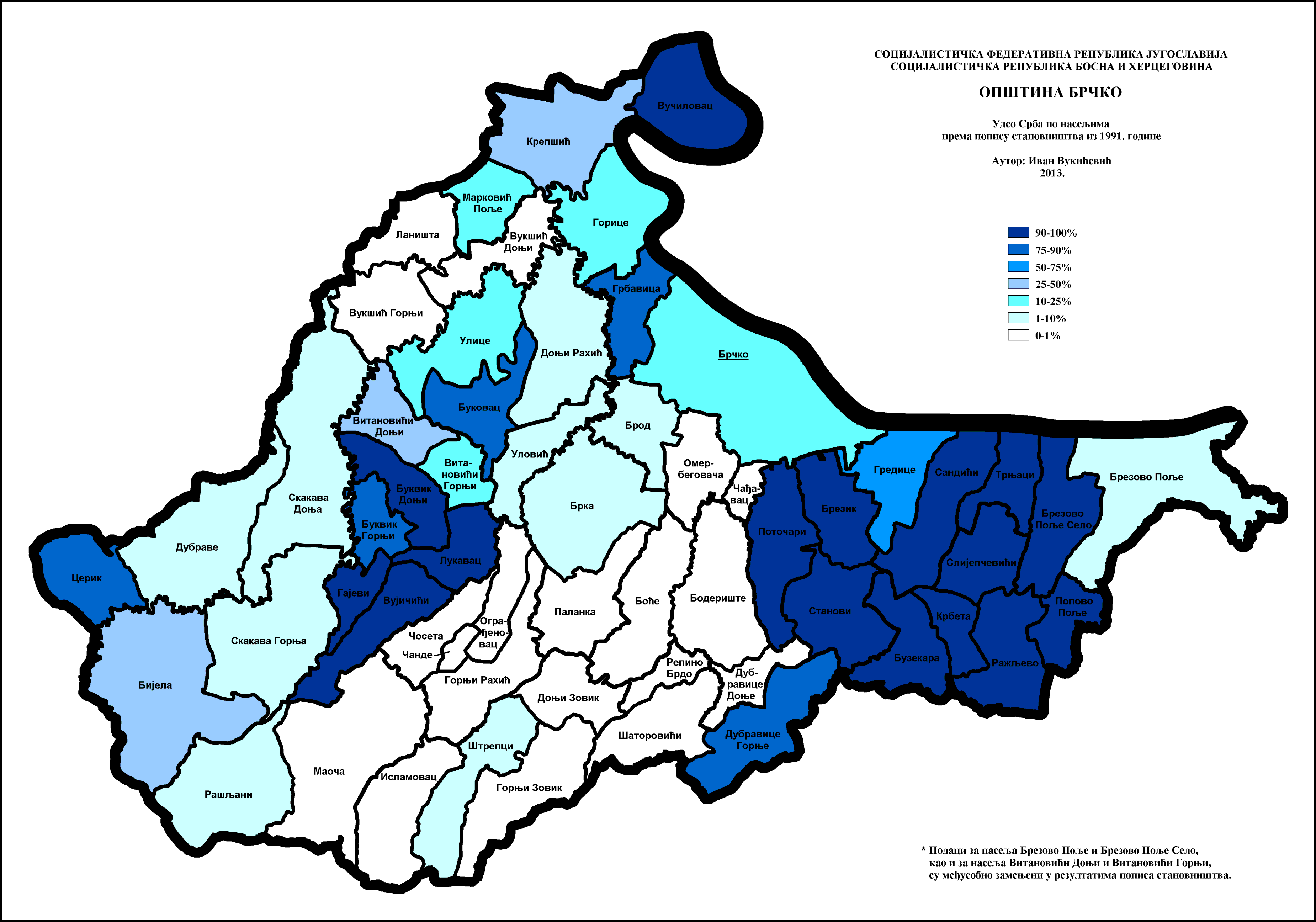
Proportion de Serbes à Brčko par colonies 1991

Recensement de 2013

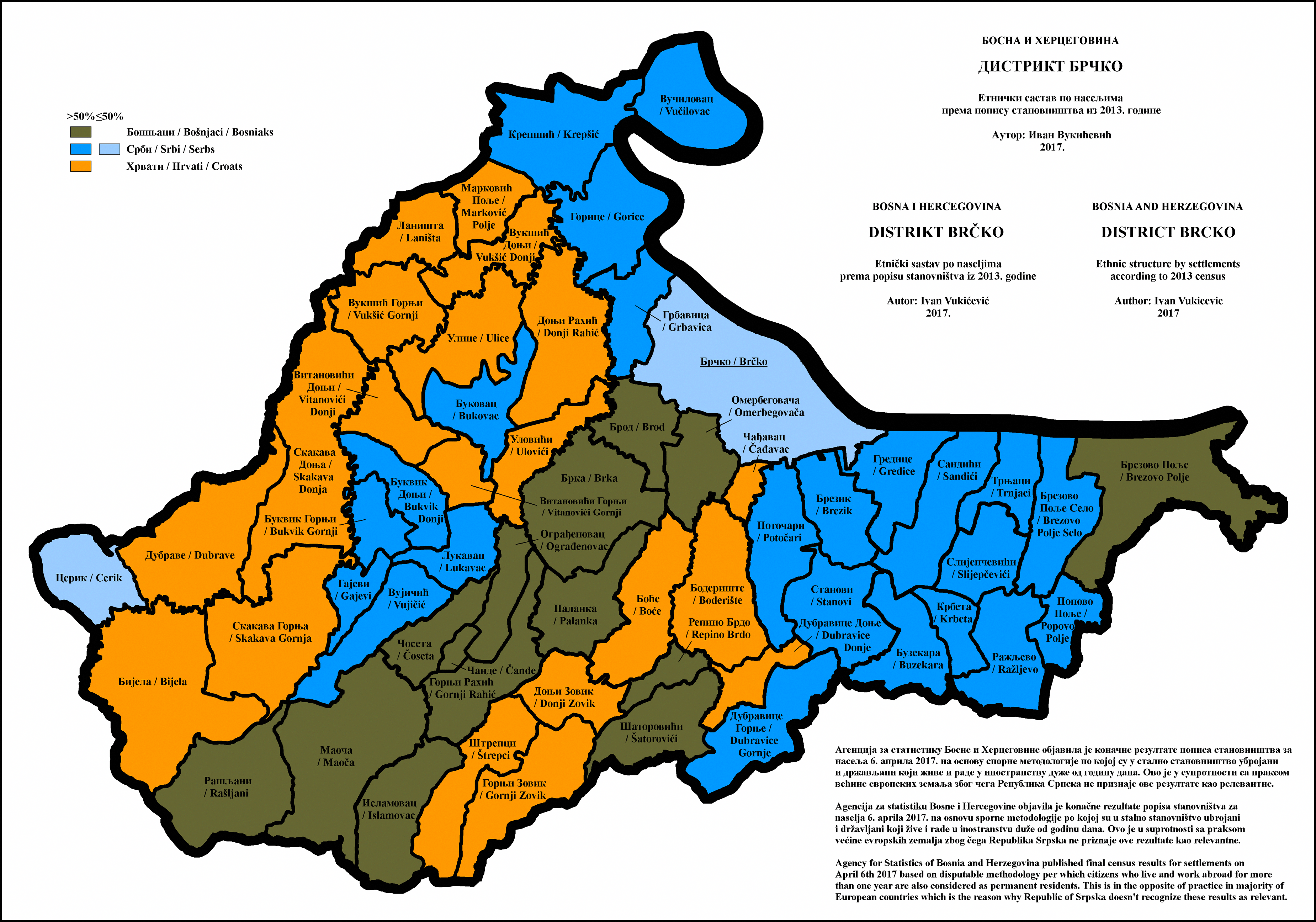
Structure ethnique de Brčko par colonies 2013
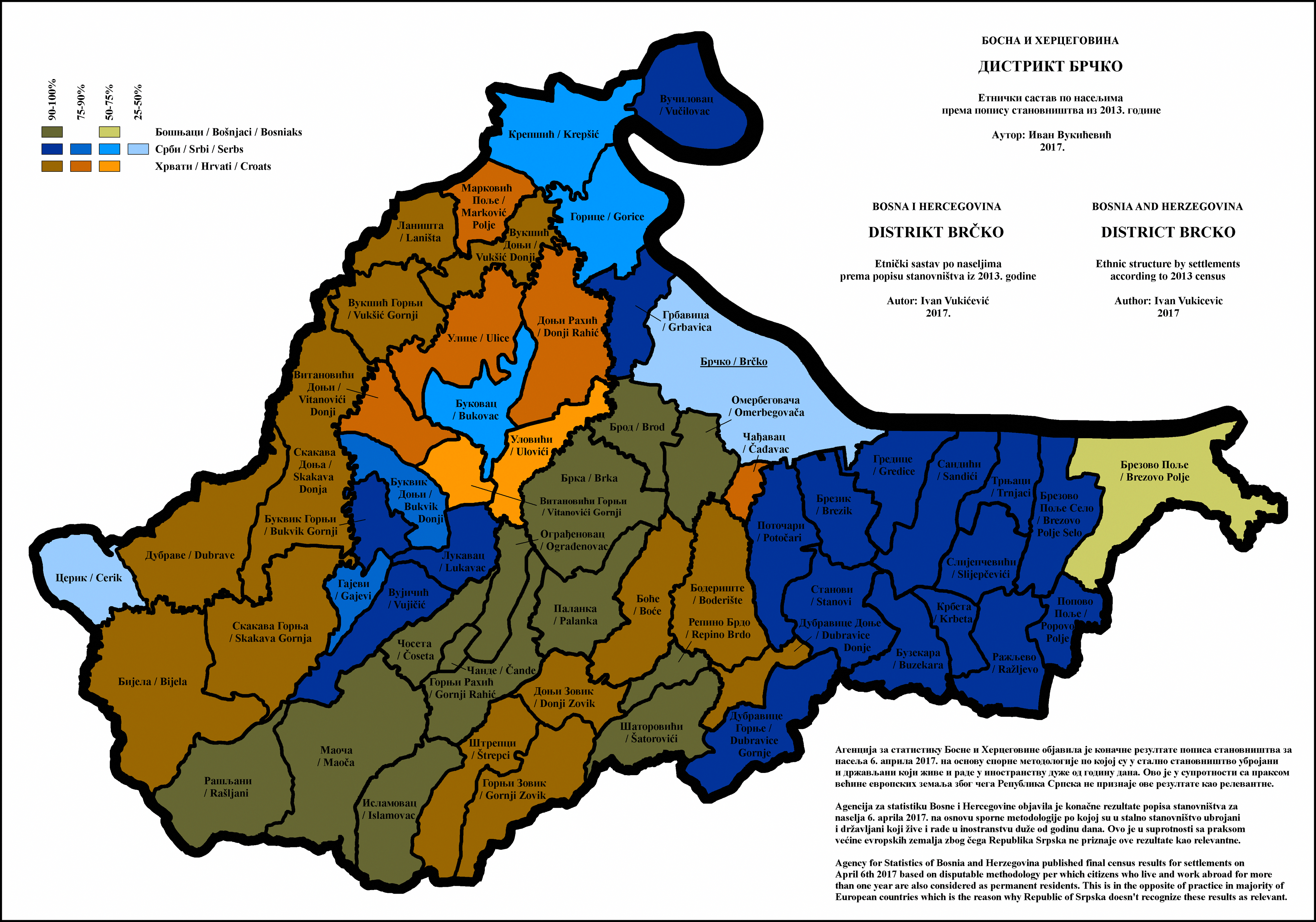
Structure ethnique de Brčko par colonies 2013
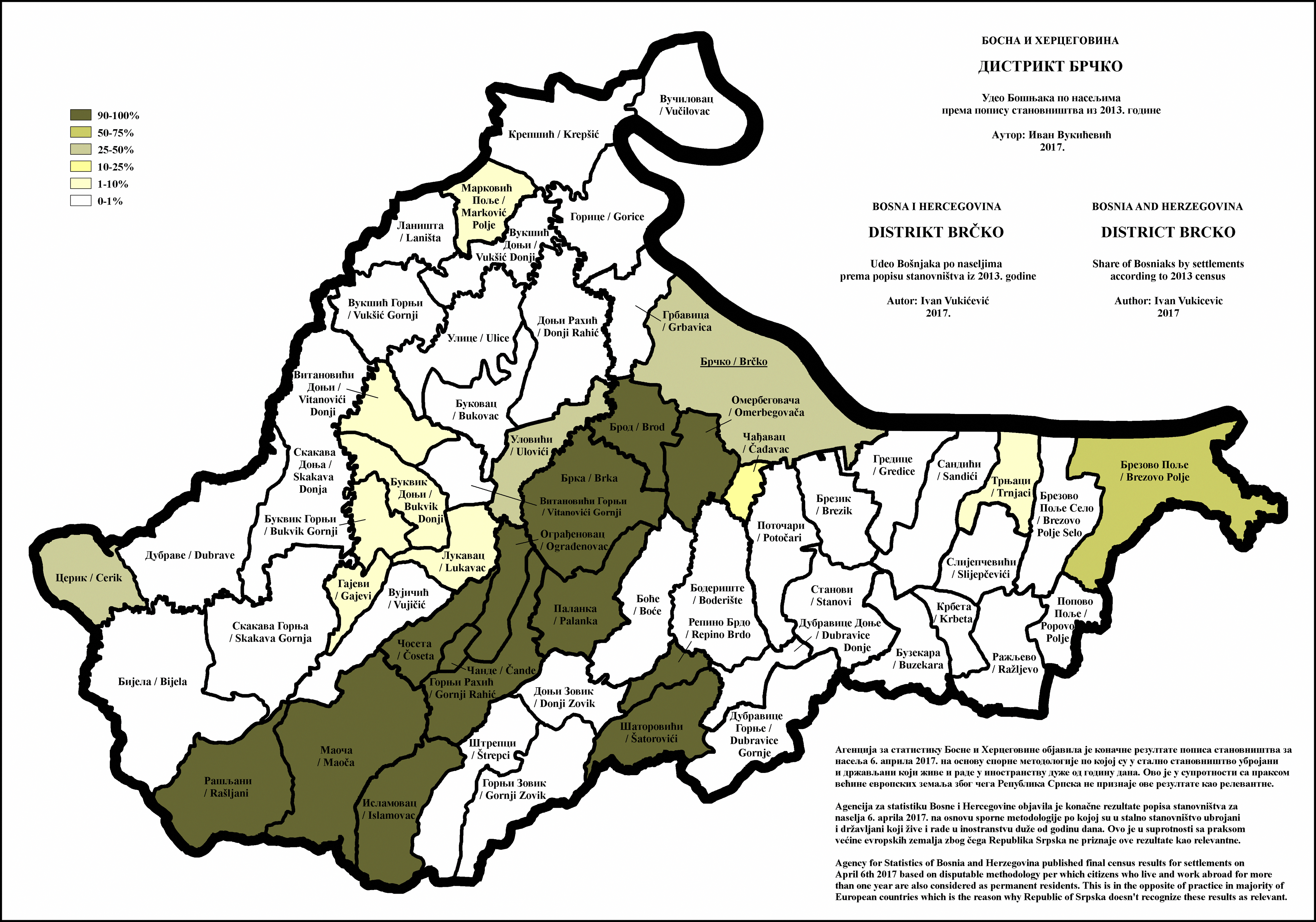
Proportion de Bosniaques à Brčko par colonies 2013
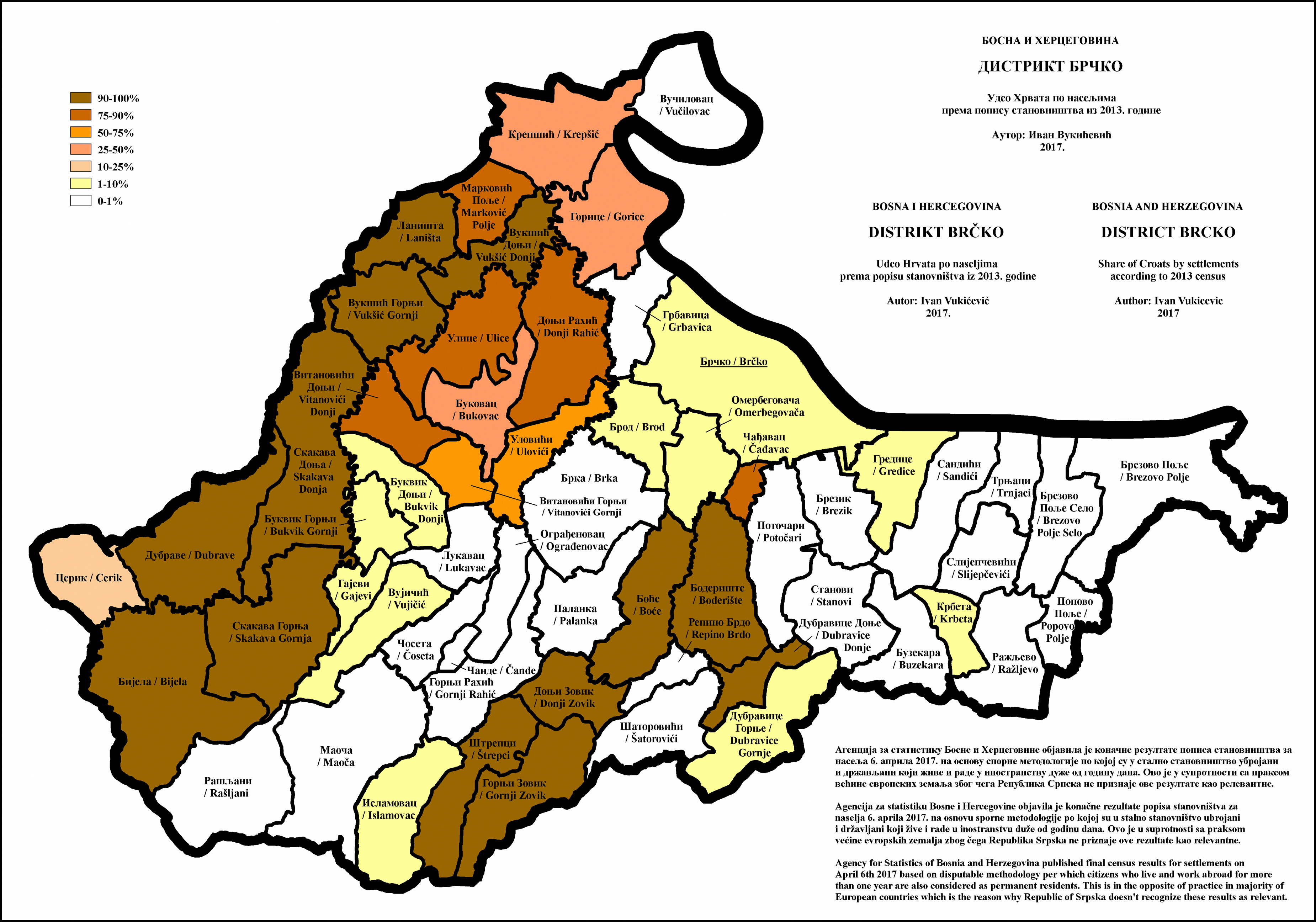
Proportion de Croates à Brčko par colonies 2013
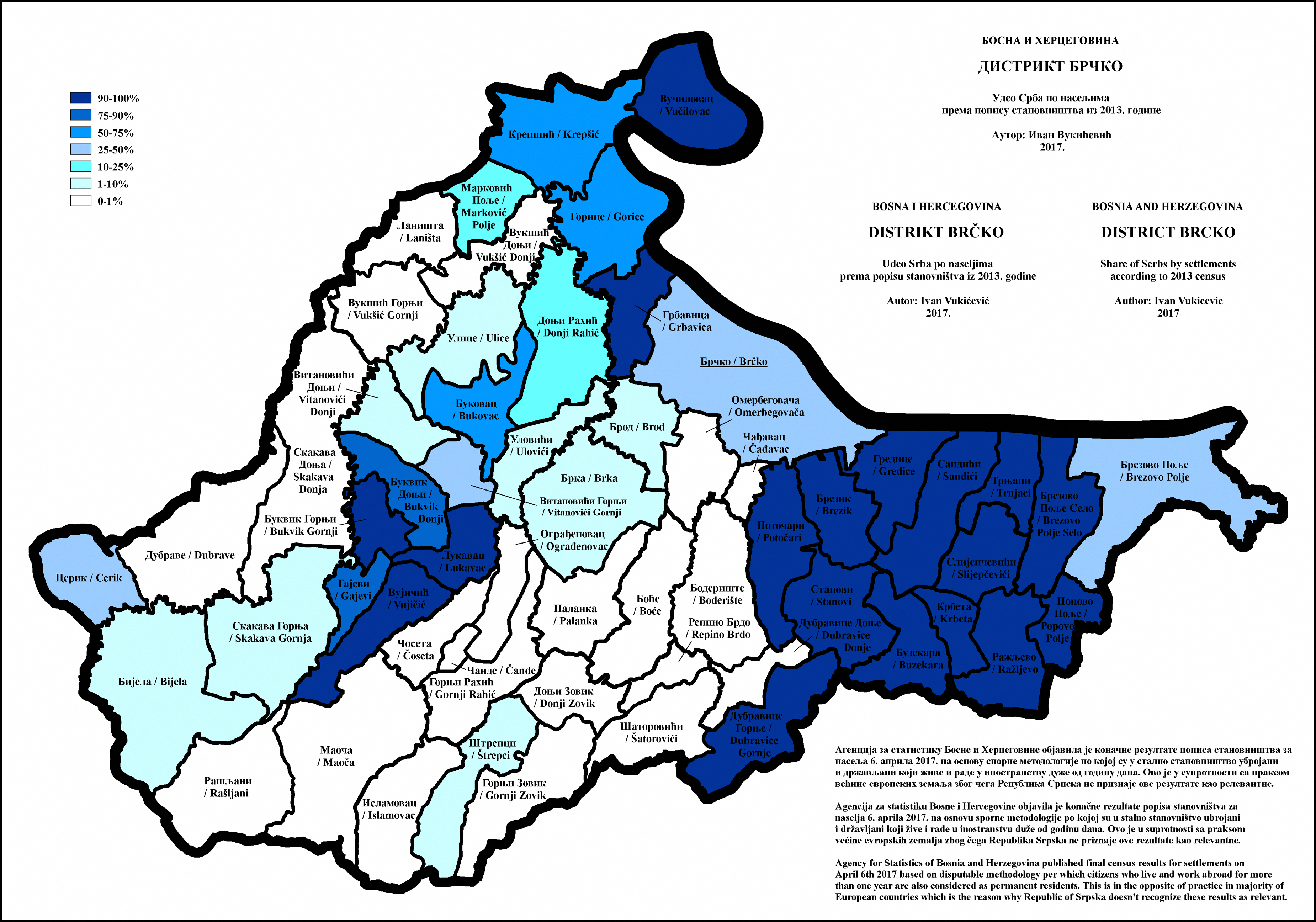
Proportion de Serbes à Brčko par colonies 2013

Il n'y a pas eu de recensement officiel depuis 1991, donc certaines des données rapportées ici ne sont que des estimations.
L'article 3 des statuts du district précise qu'« il n'y aura pas de drapeau et d'armoiries pour le District autres que le drapeau et les armoiries de la Bosnie-Herzégovine ».

## Localités
Le district de Brčko compte 59 localités :
- Bijela
- Boće
- Boderište
- Brčko
- Brezik
- Brezovo Polje
- Brezovo Polje Selo
- Brka
- Brod
- Bukovac
- Bukvik Donji
- Bukvik Gornji
- Buzekara
- Cerik
- Čađavac
- Čande
- Čoseta
- Donji Rahić
- Donji Zovik
- Dubrave
- Dubravice Donje
- Dubravice Gornje
- Gajevi
- Gorice
- Gornji Rahić
- Gornji Zovik
- Grbavica
- Gredice
- Islamovac
- Krbeta
- Krepšić
- Laništa
- Lukavac
- Maoča
- Marković Polje
- Ograđenovac
- Omerbegovača
- Palanka
- Popovo Polje
- Potočari
- Rašljani
- Ražljevo
- Repino Brdo
- Sandići
- Skakava Donja
- Skakava Gornja
- Slijepčevići
- Stanovi
- Šatorovići
- Štrepci
- Trnjaci
- Ulice
- Ulović
- Vitanovići Donji
- Vitanovići Gornji
- Vučilovac
- Vujičići
- Vukšić Donji
- Vukšić Gornji

## Démographie

### Évolution historique de la population dans le district
En 1991, Brčko était encore officiellement une municipalité.
| 1961   | 1971   | 1981   | 1991   | 2013   |
| ------ | ------ | ------ | ------ | ------ |
| 61 862 | 74 771 | 82 768 | 87 627 | 93 028 |

### Répartition de la population par nationalités dans le district (1991)
En 1991, sur un total de 87 627 habitants, la population se répartissait de la manière suivante :
En 1991, 47,25 % de la population résidait dans la ville de Brčko elle-même.
Lors de la période où la municipalité s'est retrouvée partagée en deux, les Serbes constituaient 97,5 % de la population de la ville de Brčko, dont les trois-quarts étaient des réfugiés.

## Gouvernement et politique
Il y a 29 sièges à l'Assemblée du district de Brčko. Les sièges sont répartis comme suit pour chaque parti :
- 6 sièges du Parti démocratique de Serbie
- 5 sièges du Parti social-démocrate
- 4 sièges du Parti d'action démocratique
- 3 sièges dans l'Union démocratique croate
- 3 sièges du Parti pour la Bosnie-Herzégovine
- 2 sièges à l'Alliance des sociaux-démocrates indépendants
- 2 sièges du Parti paysan croate
- 2 sièges du Parti socialiste de la Republika Srpska
- 1 siège du Parti Démocratique
- 1 siège de candidat indépendant

Par ethnie :
- 13 bosniaques
- 11 Serbes
- 5 croates

Par sexe :
- 27 hommes
- 2 femmes

## Superviseurs
Un « superviseur international » a été nommé pour le district de Brčko. Il est également Haut Représentant adjoint. Ce poste a été suspendu en 2012. Les superviseurs suivants ont exercé ce poste :
1. USA Robert William Farrand,7 mars 1997 - 2 juin 2000
2. USA Gary L. Matthews, 2 juin 2000 - 14 mars 2001
3. GER Gerhard Sontheim, 14 mars 2001 - 20 avril 2001 (intérimaire)
4. USA Henry Lee Clarke, 20 avril 2001 - 1er octobre 2003
5. GER Gerhard Sontheim, 1er octobre 2003 - 16 janvier 2004 (intérimaire)
6. USA Susan Rockwell Johnson, 16 janvier 2004 - 1er octobre 2006
7. USA Raffi Gregorian, 1er octobre 2006 - 2 août 2010
8. GER Gerhard Sontheim, 2 août 2010 - 22 septembre 2010 (intérimaire)
9. USA Roderick Moore, 22 septembre 2010 - ?

## Maires
Les maires suivants étaient au pouvoir dans le district:
1. Miodrag Pajić (Serbe) 1993 - 13 novembre 1997
2. Borko Reljić (Serbe) 13 novembre 1997 - 15 avril 1999
3. Sinisa Kisić (Serbe) 15 avril 1999 - 12 novembre 2003
4. Ivan Krndelj (croate) 12 novembre 2003 - 3 décembre 2003
5. Branko Damjanac (Serbe) 3 décembre 2003 - 8 décembre 2004
6. Mirsad Djapo (bosniaque) 8 décembre 2004 - 12 février 2009
7. Dragan Pajić (Serbe) 12 février 2009 - ?

## Personnalités
- Edo Maaika : rappeur
- Mladen Petrić est un footballeur international croate
- Vesna Pisarovytch est une chanteuse pop
- Lepa Brena est chanteur
- Edvin Kanka Čudić est un défenseur des droits humains de Bosnie
- Anil Dervišević : propriétaire du club de volleyball "Denver-Area", entraîneur de l'équipe féminine de volleyball de Bosnie-Herzégovine
- Jenana Sheganovich est pianiste
- Anton Maglika est un footballeur croate
- Jasmin Imamovitch est un politicien
- Natasha Voynovitch est un mannequin serbe
- Mato Tadic est un juge
- Brankica Mykhailovych est un volleyeur serbe, champion du monde et d'Europe, médaillé d'argent aux Jeux olympiques d'été de 2016
- Ines Jankovic est un créateur de mode serbe
- Nikola Kovatch est un joueur professionnel Counter-Strike: Global Offensive